# Латышева, Валентина Яковлевна
Валентина Яковлевна Латышева (5 мая 1936, Гомель — 17 мая 2023, Гомель) — советский и белорусский невролог, педагог, доктор медицинских наук, профессор, член Республиканского научно-практического общества неврологов.

## Биография
В 1959 году окончила Минский государственный медицинский институт (ныне Белорусский государственный медицинский университет). С 1968 года работала в Белорусском институте неврологии, нейрохирургии и физиотерапии, в 1990—1994 годах руководитель отдела, с 1995 года заведующая кафедрой неврологии и нейрохирургии Гомельского государственного медицинского университета, с 2016 года профессор кафедры.

## Научная деятельность
В сферу её исследований входили неврологические проявления остеохондроза позвоночника, иммунологические аспекты в неврологии, рассеянный склероз, головокружение, нейротравма позвоночника, реабилитация.

## Награды
- Значок «Отличнику здравоохранения» (1974),
- Государственная премия Республики Беларусь (1994),
- Медаль «За трудовые заслуги»[бел.][3][4],
- Почётная грамота Министерства здравоохранения Республики Беларусь (2001, 2007)[2].